# Nunca Fomos tão Felizes
Nunca fomos tão felizes é um filme brasileiro de 1984, primeiro longa-metragem dirigido por Murilo Salles e com roteiro escrito por Alcione Araújo e Jorge Durán, baseado no conto Alguma Coisa Urgentemente, de João Gilberto Noll.
O filme foi rodado no último ano do governo militar, pois em março de 1985 o general João Figueiredo passou o cargo de presidente para José Sarney, que assumiu no lugar de Tancredo Neves.

## Sinopse
O longa-metragem se passa no ano de 1970 e retrata a vida de Gabriel, um jovem órfão de mãe, que é retirado de um colégio interno religioso por seu pai para viverem na cidade de Rio de Janeiro e ao chegar em Copacabana é acomodado num apartamento da ex-namorada do pai. Ele pouco sabe sobre a vida do pai, um militante político perseguido pela polícia do regime militar, que oculta suas informações e procura se afastar afetivamente do filho. Percebendo que há mistérios na vida de seu pai, Gabriel começa a investigar através de fotografias e jornais os segredos da figura paterna.

## Elenco
| Ator/Atriz       | Personagem          |
| ---------------- | ------------------- |
| Cláudio Marzo    | Beto                |
| Roberto Bataglin | Gabriel             |
| Susana Vieira    | D. Leonor           |
| Ênio Santos      | Padre Reitor        |
| Antônio Pompêo   | Vendedor de hot-dog |
| Marcus Vinícius  | Padre               |
| Fábio Junqueira  | Policial            |
| Meiry Vieira     | Prostituta          |
| Angela Rebello   | Prostituta          |

## Principais prêmios
XII Festival de Gramado (1984)
- Vencedor do Prêmio da Crítica;
- Melhor roteiro para Alcione Araújo;
- Melhor fotografia para José Tadeu Ribeiro;
- Vencedor do Prêmio Edgar Brasil de Fotografia.

XVII Festival de Brasília do Cinema Brasileiro
- Melhor Filme (Júri Oficial e Popular);
- Melhor roteiro para Alcione Araújo;
- Melhor montagem para Vera Freire.